# Yigoga atlantis
Yigoga atlantis là một loài bướm đêm trong họ Noctuidae.